# Hedelse spoorbrug
De Hedelse spoorbrug is de middelste en oudste van de drie bruggen over de Maas bij 's-Hertogenbosch en Hedel. De oeververbinding, bestaande uit twee enkelsporige bruggen, die ten oosten van de Hedelse brug uit 1937 en ten westen van de Maasbrug bij Empel van de A2 ligt, werd gebouwd in 1870.

## Geschiedenis
In 1860 werd besloten dat Spoorlijn Utrecht - Boxtel werd aangelegd. Deze liep van station Utrecht SS (later vanaf Utrecht Centraal) tot station Boxtel. Bij Boxtel zou de spoorlijn aansluiten op de Spoorlijn Breda - Maastricht. Daartoe moesten drie grote bruggen worden gebouwd: over de Lek, de Waal en de Maas. In 1868 was de brug over de Lek klaar en op 1 november 1869 kwam de spoorbrug bij Zaltbommel klaar, waardoor treinen uit Utrecht tot station Hedel konden rijden. Op 1 september 1870 werd de brug bij Hedel in gebruik genomen, waarmee de spoorverbinding tussen Utrecht en 's-Hertogenbosch een feit was.
De spoorbrug werd onder leiding van J. van den Wall Bake geheel op het droge gebouwd. Na voltooiing werd de Maas eronderdoor geleid, waarmee tevens een scherpe rivierbocht werd afgesneden. Van den Wall Bake had zich trouwens zodanig verkeken op het werk aan de brug, dat zijn bedrijf in 1871 failliet ging.
De oorspronkelijke brug had één boog en kende enkelspoor. In de Tweede Wereldoorlog werd de brug vernietigd. Na de oorlog werd de brug opnieuw opgebouwd. Pas met de opening van een tweede brug in 1978 was er sprake van dubbelspoor. Op 31 mei 1966 ontspoorde een trein komend uit Utrecht richting 's-Hertogenbosch. Slechts zeven inzittenden raakten licht gewond. Gedurende enkele maanden lag de ontredderde trein op de spoordijk en was vanaf Rijksweg 2 goed waarneembaar.